# Acanthepeira venusta
Acanthepeira venusta är en spindelart som först beskrevs av Banks 1896.  Acanthepeira venusta ingår i släktet Acanthepeira och familjen hjulspindlar. Inga underarter finns listade i Catalogue of Life.